# 리턴 투 포에버
리턴 투 포에버(Return to Forever)는 1972년 피아니스트 칙 코리아에 의해 설립된 미국의 재즈 퓨전 밴드이다. 이 밴드는 많은 멤버를 보유하고 있으며, 코리아의 유일한 일관된 밴드 동료는 베이시스트 스탠리 클라크이다. 웨더 리포트, 더 헤드헌터스, 마하비시누 오케스트라와 함께, 리턴 투 포에버는 1970년대 재즈 퓨전 운동의 핵심 그룹 중 하나로 종종 인용되었다. 클라크, 플로라 푸림, 아이르투 모레이라, 알 디 미올라를 포함한 몇몇 음악가들은 리턴 투 포에버 음반에서 그들의 공연을 통해 유명해졌다.
리턴 투 포에버는 1977년에 5년 동안 7개의 스튜디오 음반을 낸 후에 처음으로 해체되었다. 이 밴드는 다른 스튜디오 음반을 발매하지 않았지만, 2021년 코리아가 사망할 때까지 라이브 공연을 위해 가끔 재결합했다.

## 음반 목록

### 정규
- 《Return to Forever》 (1972)
- 《Light as a Feather》 (1973)
- 《Hymn of the Seventh Galaxy》 (1973)
- 《Where Have I Known You Before》 (1974)
- 《No Mystery》 (1975)
- 《Romantic Warrior》 (1976)
- 《Musicmagic》 (1977)